# Irlen
Irlen ist ein aus einer Hofschaft hervorgegangener Wohnplatz im Stadtbezirk Burg/Höhscheid der bergischen Großstadt Solingen.

## Lage und Beschreibung
Der Ort befindet sich an der Brühler Straße zwischen dem Industriegebiet Lüneschloßstraße im Norden und dem Weinsberger Bach im Süden. Der Kern der einstigen Hofschaft befand sich in Höhe der Bushaltestelle Gasstraße, dort zweigt auch eine nach dem Ort benannte Stichstraße von der Brühler Straße ab. Die Bushaltestelle Irlen der Oberleitungsbuslinie 684 der Stadtwerke Solingen befindet sich weiter nördlich an der Brühler Straße. Östlich von Irlen befindet sich die Kleingartenanlage Gabelsberger Straße sowie die SBV-Wohnsiedlung Böckerhof.
Benachbarte Orte sind bzw. waren (von Nord nach West): Wiedenhof, Kirberg, Kirschbaumshöhe, Böckerhof, Schlicken, Unnersberg, Brühl, Untenweeg, Esel, Grünewald und Dickenbusch.

## Etymologie
Die Ortsbezeichnung Irlen kommt vielfach auf heutigem Solinger Stadtgebiet vor, etwa in der Merscheider Ortschaft Fürker Irlen oder der Irler Straße am Demmeltrath in Wald. Das Wort Irlen ist dabei vom Erlenbaum abgeleitet. In früheren Zeiten wurden Schuttabladestellen abseits der Siedlungskerne In den Irlen genannt, da dort oftmals Erlen angepflanzt wurden.

## Geschichte
Irlen gehört zu den Höfen, die bereits vor dem Jahr 1500 vorhanden waren. Die erste urkundliche Erwähnung ist als Telen Irlen auf das Jahr 1488 datiert.:1 In dem Kartenwerk Topographia Ducatus Montani von Erich Philipp Ploennies, Blatt Amt Solingen, aus dem Jahre 1715 ist der Ort mit einer Hofstelle verzeichnet und bereits als Irlen benannt. Der Hof wurde in den Ortsregistern der Honschaft Solingen innerhalb des Amtes Solingen geführt. Die Topographische Aufnahme der Rheinlande von 1824 verzeichnet den Ort als in d. Irrlen und die Preußische Uraufnahme von 1844 als Erlen. In der Topographischen Karte des Regierungsbezirks Düsseldorf von 1871 ist der Ort nur unbenannt verzeichnet.
Nach Gründung der Mairien und späteren Bürgermeistereien Anfang des 19. Jahrhunderts gehörte der Ort zur Bürgermeisterei Dorp, die 1856 das Stadtrecht erhielt. 
1815/16 lebten 47, im Jahr 1830 56 Menschen im als mehrere Häuser bezeichneten Wohnplatz. 1832 war der Ort weiterhin Teil der Bürgermeisterei Dorp, dort lag er in der Flur IX. Weeg. Der nach der Statistik und Topographie des Regierungsbezirks Düsseldorf als Hofstadt kategorisierte Ort besaß zu dieser Zeit elf Wohnhäuser, vier Fabrikationsstätten und sechs landwirtschaftliche Gebäude. Zu dieser Zeit lebten 69 Einwohner im Ort, davon 17 katholischen und 52 evangelischen Bekenntnisses. Die Gemeinde- und Gutbezirksstatistik der Rheinprovinz führt den Ort 1871 mit 13 Wohnhäuser und 126 Einwohnern auf. Im Gemeindelexikon für die Provinz Rheinland von 1888 werden 13 Wohnhäuser mit 68 Einwohnern angegeben.
Die Bürgermeisterei beziehungsweise Stadt Dorp wurde nach Beschluss der Dorper Stadtverordneten zum 1. Januar 1889 mit der Stadt Solingen vereinigt. Damit wurde Irlen ein Ortsteil Solingens. 1895 besitzt der Ortsteil 13 Wohnhäuser mit 74 Einwohnern, 1905 zählt der Ort 15 Wohnhäuser mit 99 Einwohnern.
Die seit dem 17. Jahrhundert gebräuchliche Bezeichnung Ihrler Straße:2 für die Altstraße zwischen Solingen und Widdert wurde Anfang des 20. Jahrhunderts durch die heute noch gebräuchliche Bezeichnung Brühler Straße ersetzt. Viele der einstigen Fachwerkhäuser wurden für die Begradigung der Straße abgerissen. An den Ort erinnern bis heute noch eine Haltestelle der Oberleitungsbuslinie 684 der Stadtwerke Solingen sowie die Stichstraße Irlen.